# Jan Křenek
Jan Křenek (5. července 1749 Valašská Bystřice – 11. února 1820 tamtéž) byl lajtnant (poručík) portášského sboru v letech 1791–1818.

## Život
Pocházel z rodiny valašskobystřického fojta (rychtáře) a portášského poručíka Jiřího Křenka a jeho manželky Marie Cibulcové. Křenkův otec stál v čele portášského sboru mezi léty 1769–1791, tedy v období, jež je obvykle pokládáno za epochu největšího rozkvětu oddílu.
Roku 1780 byl jmenován šikovatelem (feldvéblem) a tuto pozici zastával až do roku 1791, kdy byl po otcově smrti ustanoven novým portášským lajtnantem. Během svého působení v čele portášů se musel potýkat s narůstající administrativní zátěží, spojenou s rozšířením působnosti sboru na Opavsko a Těšínsko, kde začali portáši sloužit od konce 18. století. Kromě působení ve Slezsku též portáši museli několikrát zasahovat v oblastech mimo moravsko-uherské pohraničí (např. v roce 1804 na plumlovském panství, kde zasahovali proti pytláckým skupinám). Roku 1805 vykonávali Křenkovi muži asistenční službu u ruské armády, která táhla přes moravské území, aby se zúčastnila bojů proti Napoleonovi. Portáši zde měli dohlížet na pořádek v místech, kde se vojsko momentálně zdržovalo a také zajišťovali logistický přísun potravy pro carské regimenty.
Do penze odešel v roce 1818, přičemž obdržel odstupné ve výši 360 zlatých. Důvodem jeho odchodu nebyl pouze vysoký věk, ale také požívání nadměrného množství alkoholu, z čehož byl soustavně obviňován od roku 1817. Povinnosti související s výkonem funkce portášského velitele převzal jeho nejmladší bratr – šikovatel Michal Křenek.
Zemřel 11. února 1820 ve Valašské Bystřici, jako příčina úmrtí byla v matrice uvedena plicní tuberkulóza; pohřben byl 15. února 1820 tamtéž.

## Osobní život
Dne 31. ledna 1769 uzavřel v Rožnově pod Radhoštěm sňatek s Rozálií, dcerou Jiřího Románka z Valašské Bystřice. Po její smrti se 7. června 1807 ve Valašské Bystřici podruhé oženil s Evou, dcerou sedláka Martina Provázka z Oznice.